# Doubrava (řeka)
Doubrava, místně též nazývaná Doubravka, je řeka protékající okresy Žďár nad Sázavou, Havlíčkův Brod, Chrudim a Kutná Hora v České republice. Je levostranným přítokem Labe. Délka toku řeky činí 88,34 km. Plocha povodí měří 592,4 km².

## Průběh toku

### Pramen řeky

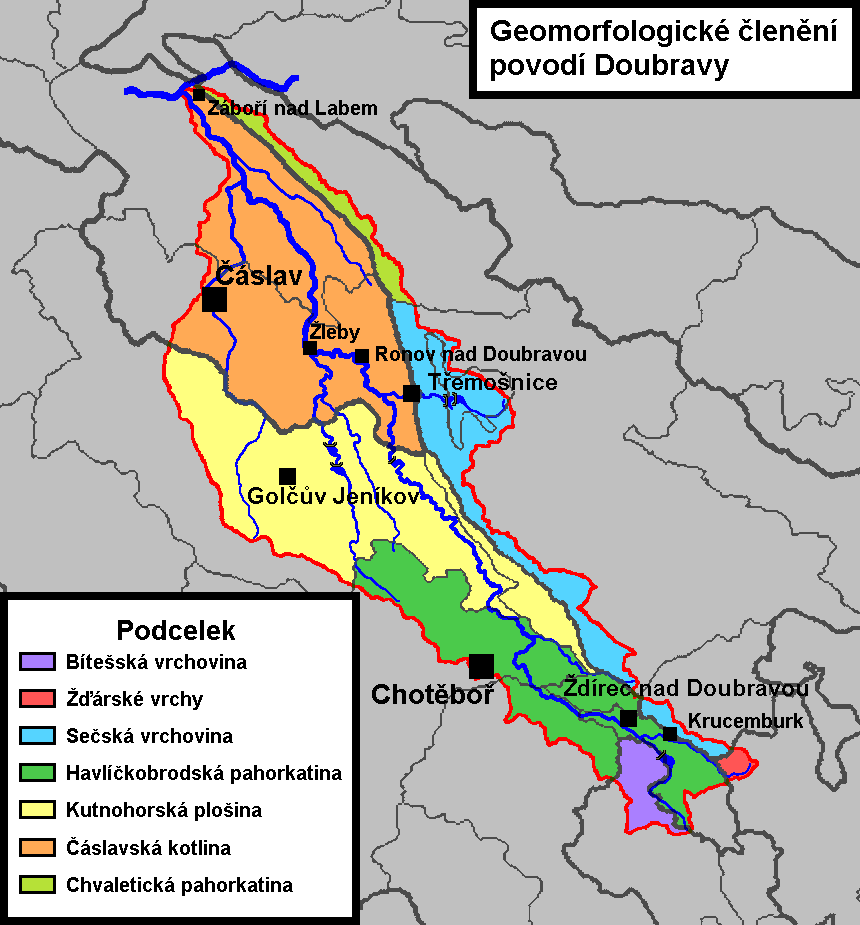
Geomorfologické členění

Pramenná oblast Doubravy se nachází v lesích západně od Velkého Dářka v okolí obce Radostín. Řeka má více pramenů. Jako její hlavní pramen je označován potok pramenící v nadmořské výšce 623,7 m, v rašeliništích jižně od Radostína, který napájí rybníky Doubravníček a Doubravník. Pod těmito rybníky přitéká zleva druhá pramenná větev odvodňující Ranská jezírka. Jako třetí pramenný tok bývá označován Štírový potok vytékající z Malého Dářka, které se nalézá severovýchodně od Radostína. Tento potok posiluje tok zprava nad rybníkem Řeka, který s plochou 43,03 ha je největší vodní plochou v povodí řeky.
Po celé své délce teče převážně severozápadním směrem. Ústí do Labe západně od Záboří nad Labem v nadmořské výšce 195,8 m.

### Geomorfologické členění
Pramenná část povodí Doubravy se nachází na rozhraní Bítešské vrchoviny (okrsek Henzlička) a Havlíčkobrodské pahorkatiny (okrsek Dářská brázda). Bítešská vrchovina je podcelkem Křižanovské vrchoviny a Havlíčkobrodská pahorkatina je podcelkem Hornosázavské pahorkatiny. V horní části povodí řeka odvodňuje i menší část Sečské vrchoviny, která je podcelkem Železných hor a malou část Žďárských vrchů, kde se nachází i nejvyšší bod celého povodí, kterým je Kamenný vrch (803 m). Doubrava odvodňuje jeho západní úbočí prostřednictvím Městeckého potoka. Na horním toku řeka protéká Havlíčkobrodskou pahorkatinou a sbírá své vody z okrsků Dářská brázda, Přibyslavská pahorkatina, Sobíňovský hřbet a Chotěbořská pahorkatina. Na středním toku od Libice nad Doubravou řeka odvodňuje východní část Kutnohorské plošiny a západní okraj Sečské vrchoviny. Na dolním toku řeka vtéká do Čáslavské kotliny, která je podcelkem Středolabské tabule. V této části povodí sbírá řeka své vody také v západní části Chvaletické pahorkatiny, která je podcelkem Železných hor.

### Nejvyšší vrcholy v povodí
- Kamenný vrch 803 m
- Henzlička 692 m
- Ranský Babylon 673 m
- Vestec 668 m
- Spálava 663 m

### Klimatické poměry

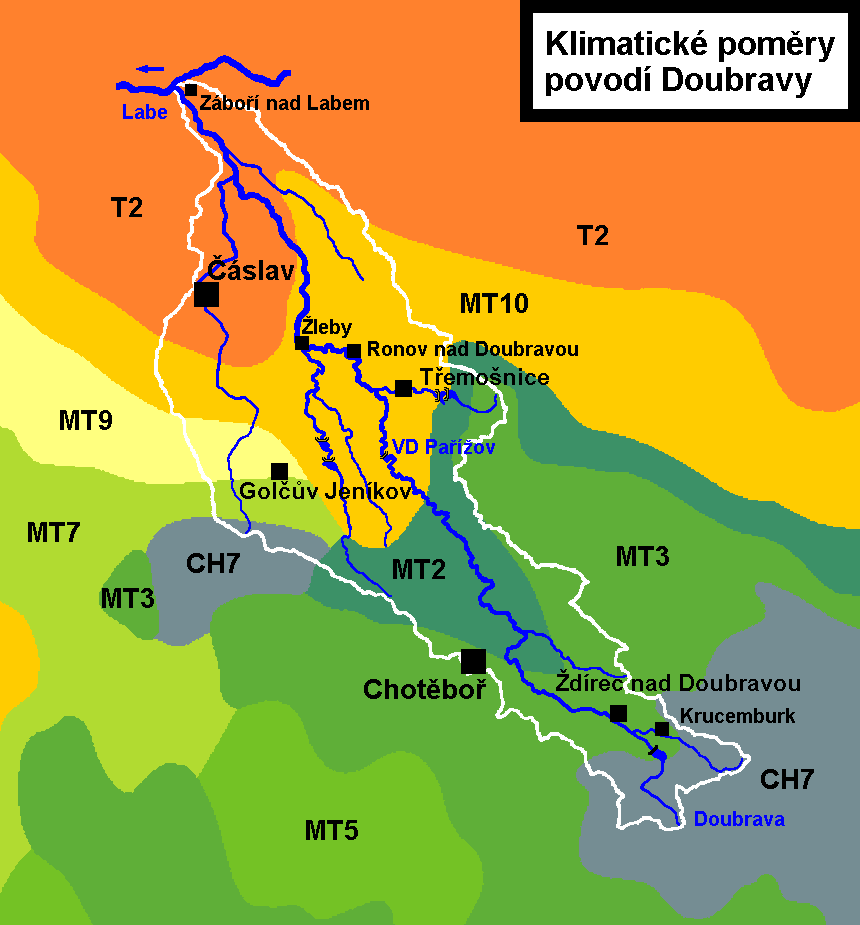
Klimatické poměry (E. Quitt, 1971)

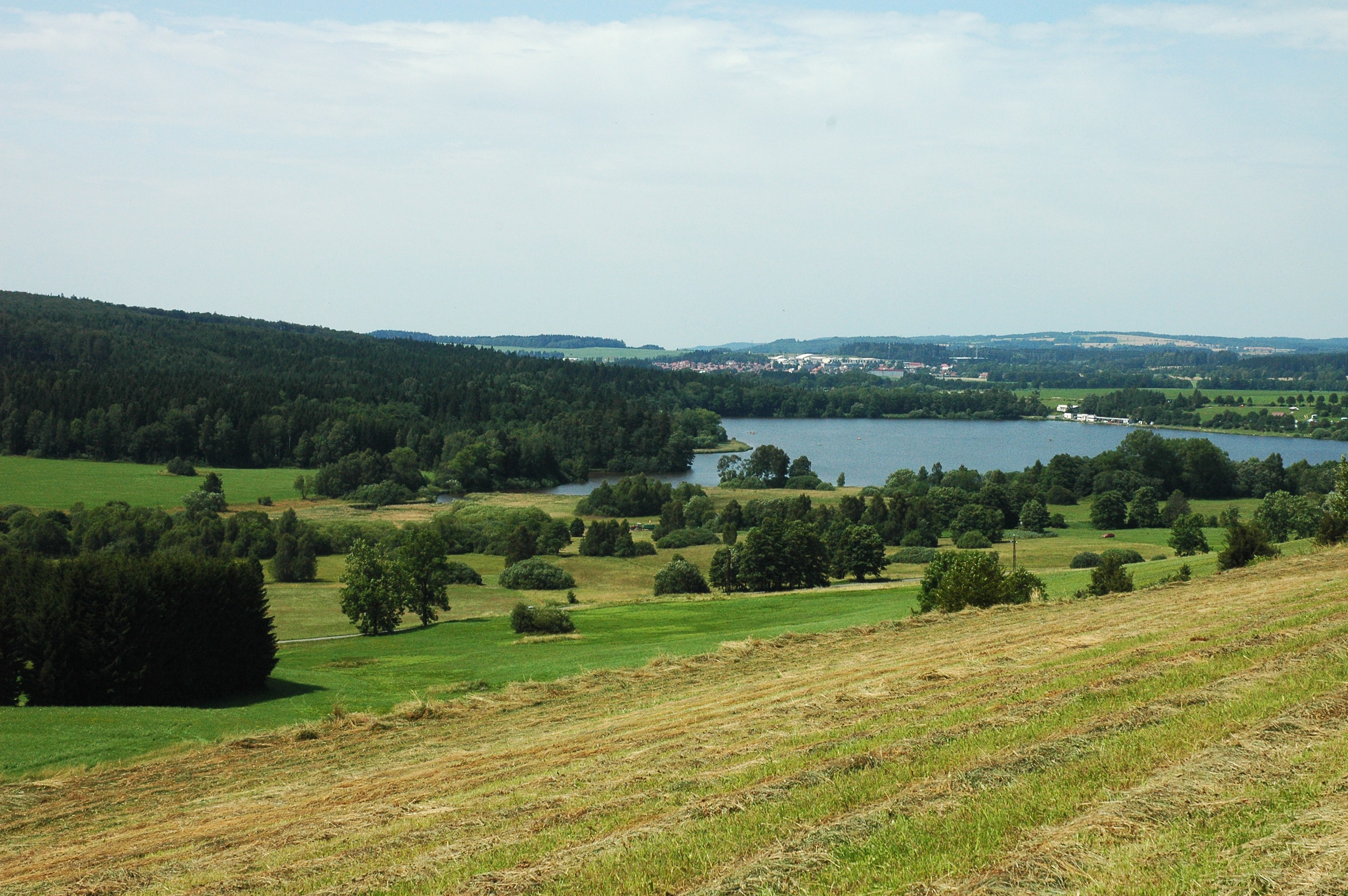
Pohled na rybník Řeka

Povodí řeky Doubravy se nachází v sedmi klimatických oblastech (dle Quitta, 1971), přičemž samotná řeka protéká pěti oblastmi. Nejhornější část toku až po vtok do rybníka Řeka se nachází v chladné oblasti CH7. Horní část toku po Libici nad Doubravou se nalézá v mírně teplých oblastech MT2 a MT3. Střední tok od Libice nad Doubravou až po Žleby se nachází v mírně teplých oblastech MT2 a MT10. Dolní tok od Žlebů až po soutok s Labem protéká mírně teplou oblastí MT10 a teplou oblastí T2. Západní část povodí, především horní tok Brslenky (Čáslavky) a levostranné přítoky Hostačovky na jejím horním toku protékají nejprve studenou oblastí CH7 a poté mírně teplými oblastmi MT7 a MT9.
Klimatické charakteristiky jednotlivých oblastí nacházejících se v povodí Doubravy:
| Klimatické charakteristiky                  | CH7      | MT2      | MT3      | MT7      | MT9      | MT10     | T2       |
| ------------------------------------------- | -------- | -------- | -------- | -------- | -------- | -------- | -------- |
| Počet letních dnů                           | 10–30    | 20–30    | 20–30    | 30–40    | 40–50    | 40–50    | 50–60    |
| Počet dnů s průměrnou teplotou 10 °C a více | 120–140  | 140–160  | 120–140  | 140–160  | 140–160  | 140–160  | 160–170  |
| Počet mrazových dnů                         | 140–160  | 110–130  | 130–160  | 110–130  | 110–130  | 110–130  | 100–110  |
| Počet ledových dnů                          | 50–60    | 40–50    | 40–50    | 40–50    | 30–40    | 30–40    | 30–40    |
| Průměrná teplota v lednu (°C)               | −3 až −4 | −3 až −4 | −3 až −4 | −2 až −3 | −3 až −4 | −2 až −3 | −2 až −3 |
| Průměrná teplota v červenci (°C)            | 15–16    | 16–17    | 16–17    | 16–17    | 17–18    | 17–18    | 18–19    |
| Průměrná teplota v dubnu (°C)               | 4–6      | 6–7      | 6–7      | 6–7      | 6–7      | 7–8      | 8–9      |
| Průměrná teplota v říjnu (°C)               | 6–7      | 6–7      | 6–7      | 7–8      | 7–8      | 7–8      | 7–9      |
| Průměrný počet dní se srážkami 1 mm a více  | 120–130  | 120–130  | 110–120  | 100–120  | 100–120  | 100–120  | 90–100   |
| Srážkový úhrn ve vegetačním období (mm)     | 500–600  | 450–500  | 350–450  | 400–450  | 400–450  | 400–450  | 350–400  |
| Srážkový úhrn v zimním období (mm)          | 350–400  | 250–300  | 250–300  | 250–300  | 250–300  | 200–250  | 200–300  |
| Počet dnů se sněhovou pokrývkou             | 100–120  | 80–100   | 60–100   | 60–80    | 60–80    | 50–60    | 40–50    |
| Počet dnů zamračených                       | 150–160  | 150–160  | 120–150  | 120–150  | 120–150  | 120–150  | 120–140  |
| Počet dnů jasných                           | 40–50    | 40–50    | 40–50    | 40–50    | 40–50    | 40–50    | 40–50    |

### Větší přítoky

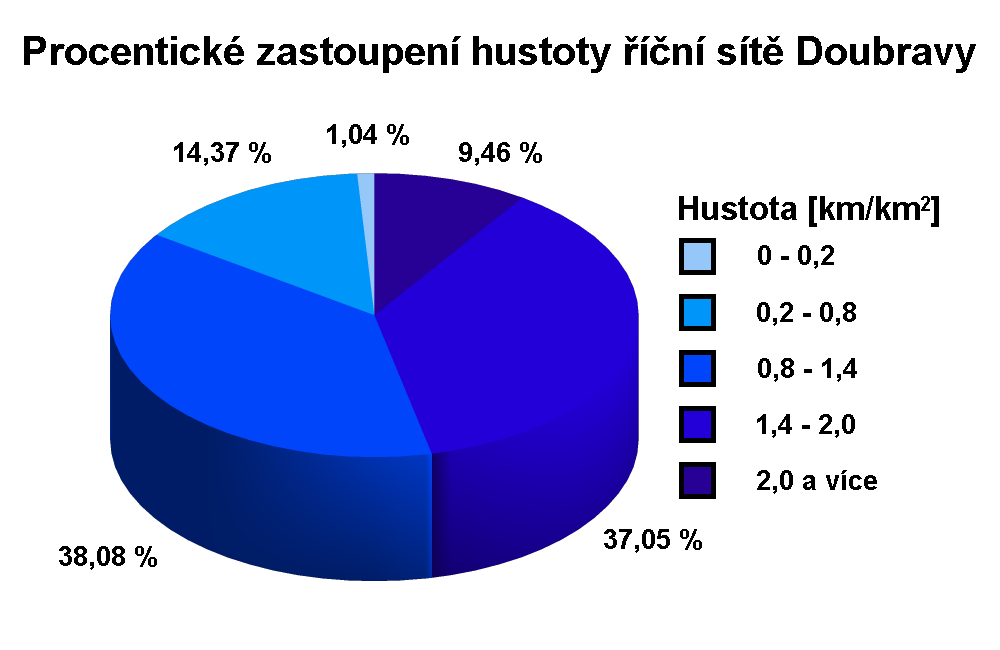
Hustota říční sítě

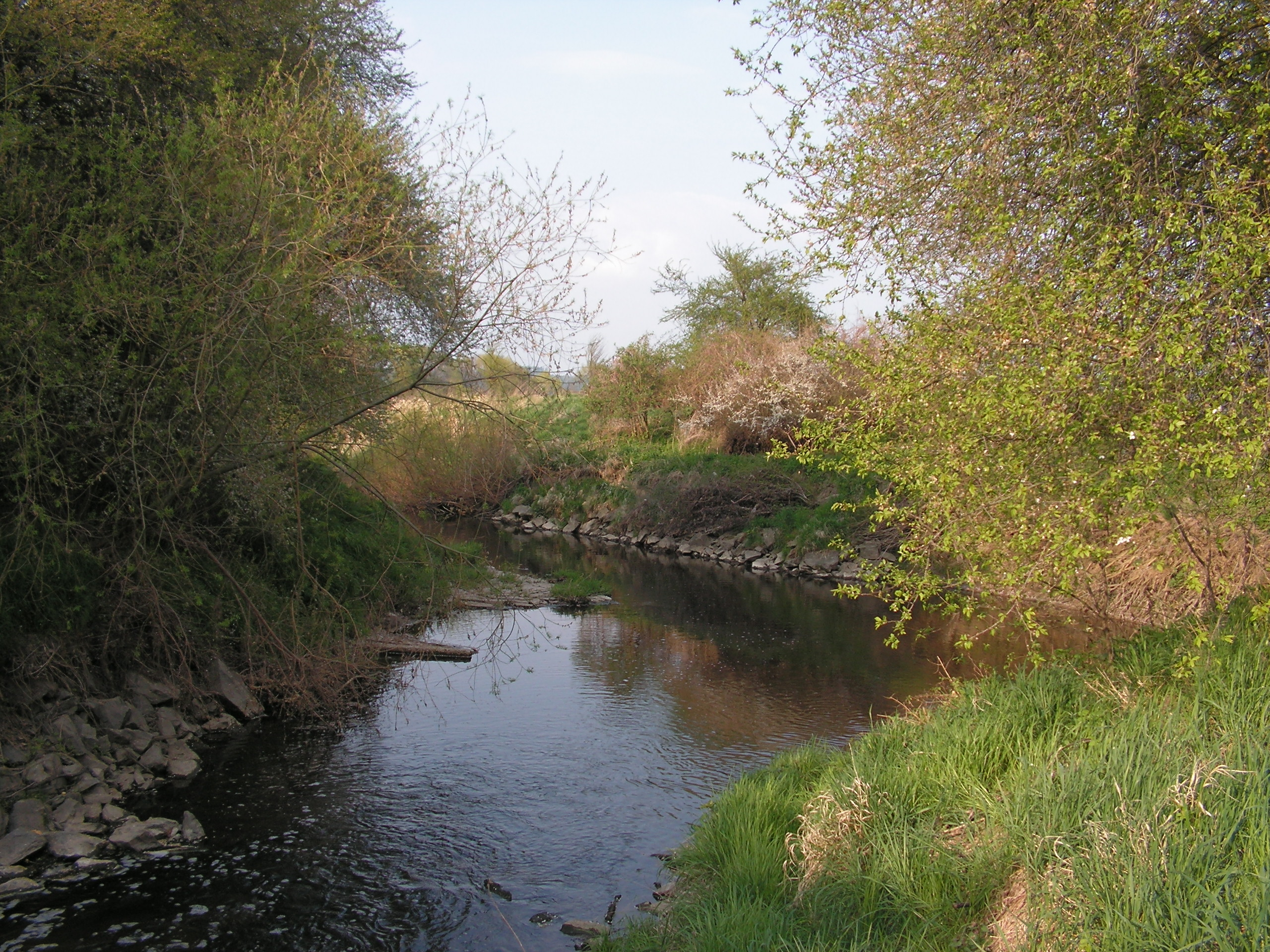
Ústí Brslenky do Doubravy severně od Žehušic

Největším přítokem Doubravy co se délky toku a plochy povodí týče je říčka Brslenka dlouhá 31,4 km s plochou povodí 100,8 km². Nejvodnějším přítokem je říčka Hostačovka s průměrným průtokem u ústí 0,43 m³/s. Průměrná hustota říční sítě Doubravy činí 1,34 km/km². Celkově se v povodí Doubravy nachází 637 vodních toků v délce do jednoho kilometru a 196 vodních toků v délce 1 až 10 km. Potoky dlouhé 10 až 20 km se v povodí nalézají celkově čtyři. V délce 20 až 40 km se v povodí řeky nacházejí dva vodní toky.
- Štírový potok, zprava, ř. km 82,2[8]
- Městecký potok, zprava, ř. km 78,5[9]
- Janský potok, zprava, ř. km 77,8[10]
- Ranský potok, zleva, ř. km 74,7[10]
- Kamenný potok, zleva, ř. km 66,7[11][pozn 3]
- Cerhovka, zprava, ř. km 63,2[11]
- Barovka, zprava, ř. km 61,2[8]
- Kamenný potok, zleva, ř. km 60,1[9]
- Červený potok, zleva, ř. km 58,7[10]
- Blatnický potok, zprava, ř. km 54,4[12]
- Novoveský potok, zleva, ř. km 54,1[11]
- Nejepínský potok, zleva, ř. km 48,2[9]
- Běstvinský potok, zprava, ř. km 38,8[13]
- Zlatý potok, zprava, ř. km 34,7[14]
- Lovětínský potok, zprava, ř. km 31,3[15]
- Kurvice, zprava, ř. km 29,9[16]
- Hostačovka, zleva, ř. km 25,7[17]
- Lovčický potok, zprava, ř. km 17,8[15]
- Starkočský potok, zprava, ř. km 13,2[15]
- Brslenka, zleva, ř. km 8,3[18]
- Čertovka, zprava, ř. km 5,0[15]

### Přehrady a rybníky

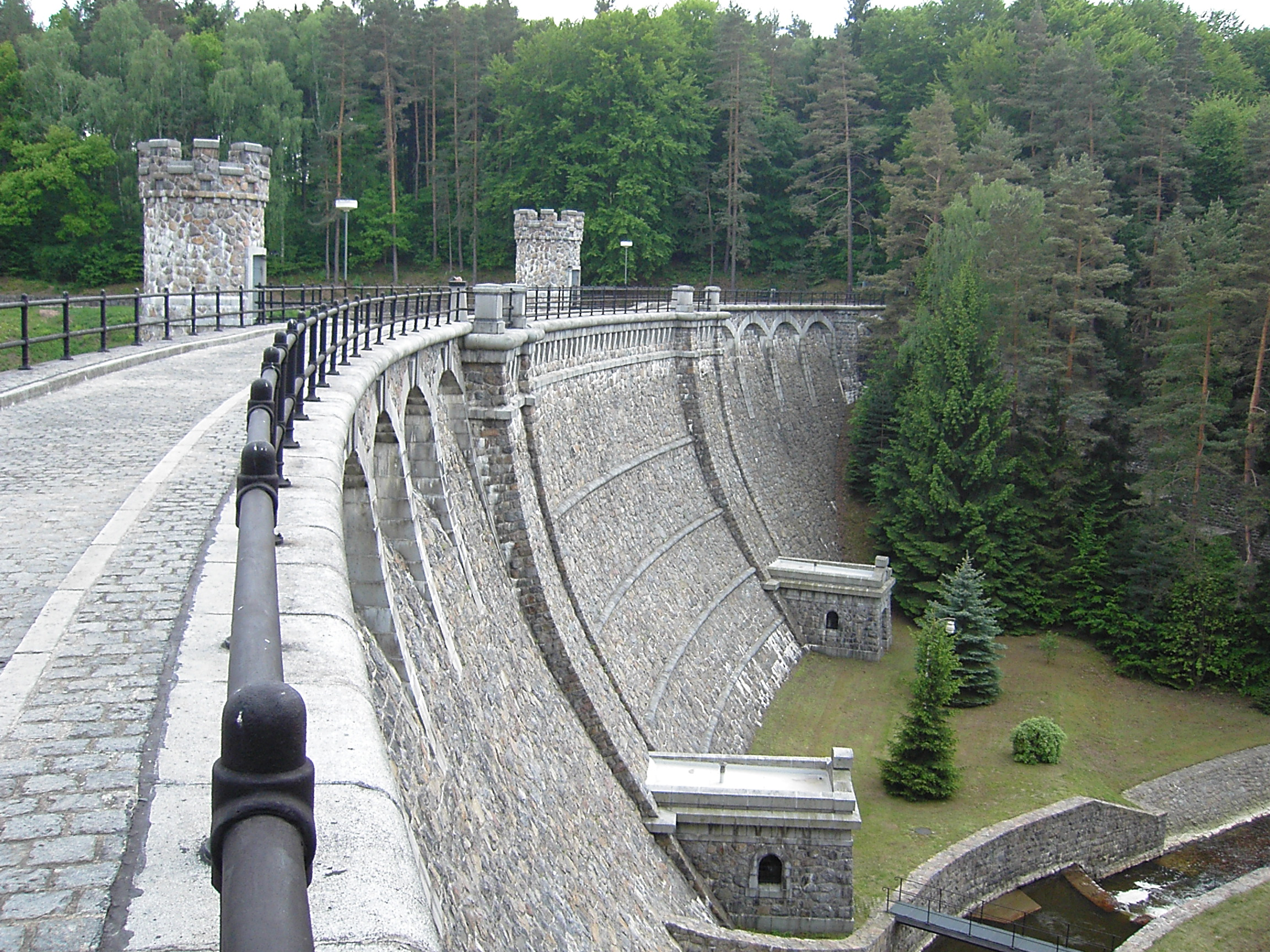
Hráz vodní nádrže Pařížov

Na horním toku řeky se nacházejí rybníky Doubravníček, Doubravník, Řeka a Ranský rybník. Dále jsou vodou z řeky pomocí přivaděčů napájeny rybníky Pobočný, který se nachází jižně od Ždírce nad Doubravou a rybník Stavenov mezi Libicí nad Doubravou a Novou Vsí u Chotěboře. Níže po proudu na 40,4 říčním kilometru vzdouvá její vody Vodní nádrž Pařížov, jejímž účelem je částečná ochrana před povodněmi, zajištění minimálního zůstatkového průtoku a energetické využití.
Základní údaje o vodní nádrži Pařížov:
- Hladina stálého nadržení: 309,31 m n. m.
- Maximální zásobní hladina: 314,83 m n. m.
- Kóta přelivu: 324,03 m n. m.
- Maximální retenční hladina: 324,81 m n. m.
- Koruna hráze: 325,90 m n. m.

Vodní nádrže v povodí Doubravy podle rozlohy:
| název vodní nádrže  | vodní tok                  | rozloha (ha) | celkový objem (tis. m³) | retenční objem (tis. m³) | okres            |  |
| ------------------- | -------------------------- | ------------ | ----------------------- | ------------------------ | ---------------- |  |
| Řeka                | Doubrava                   | 43,0         | 650                     | 225                      | Havlíčkův Brod   |  |
| Vodní nádrž Pařížov | Doubrava                   | 20,9         | 1761                    | 1607                     | Chrudim          |  |
| Stavenov            | Doubrava                   | 15,9         | 270                     | 90                       | Havlíčkův Brod   |  |
| Jezuitský rybník    | Hostačovka                 | 13,6         | 110                     | 45                       | Havlíčkův Brod   |  |
| Dolní Peklo         | Zlatý potok                | 9,7          | 253                     | 48                       | Chrudim          |  |
| Malé Dářko          | Štírový potok              | 9,4          | 60                      | 48                       | Žďár nad Sázavou |  |
| Ranský rybník       | Doubrava                   | 9,3          | 125                     | 50                       | Havlíčkův Brod   |  |
| Sirákovický rybník  | Hostačovka                 | 9,0          | 110                     | 45                       | Havlíčkův Brod   |  |
| Doubravník          | Doubrava                   | 9,0          | 84                      | 53                       | Havlíčkův Brod   |  |
| Horní Peklo         | Zlatý potok                | 7,7          | 217                     | 41                       | Chrudim          |  |
| Pobočný rybník      | Doubrava                   | 7,4          | 90                      | 35                       | Havlíčkův Brod   |  |
| Velký Kazbal        | Hostačovka                 | 7,1          | 30                      | 15                       | Havlíčkův Brod   |  |
| Nový rybník         | přítok Lovětínského potoka | 6,4          | 60                      | 30                       | Chrudim          |  |
| Lhotka              | Cerhovka                   | 5,4          | 15                      | 10                       | Havlíčkův Brod   |  |
| Pastušský rybník    | Brslenka                   | 5,0          | 23                      | 23                       | Kutná Hora       |  |

## Vodní režim

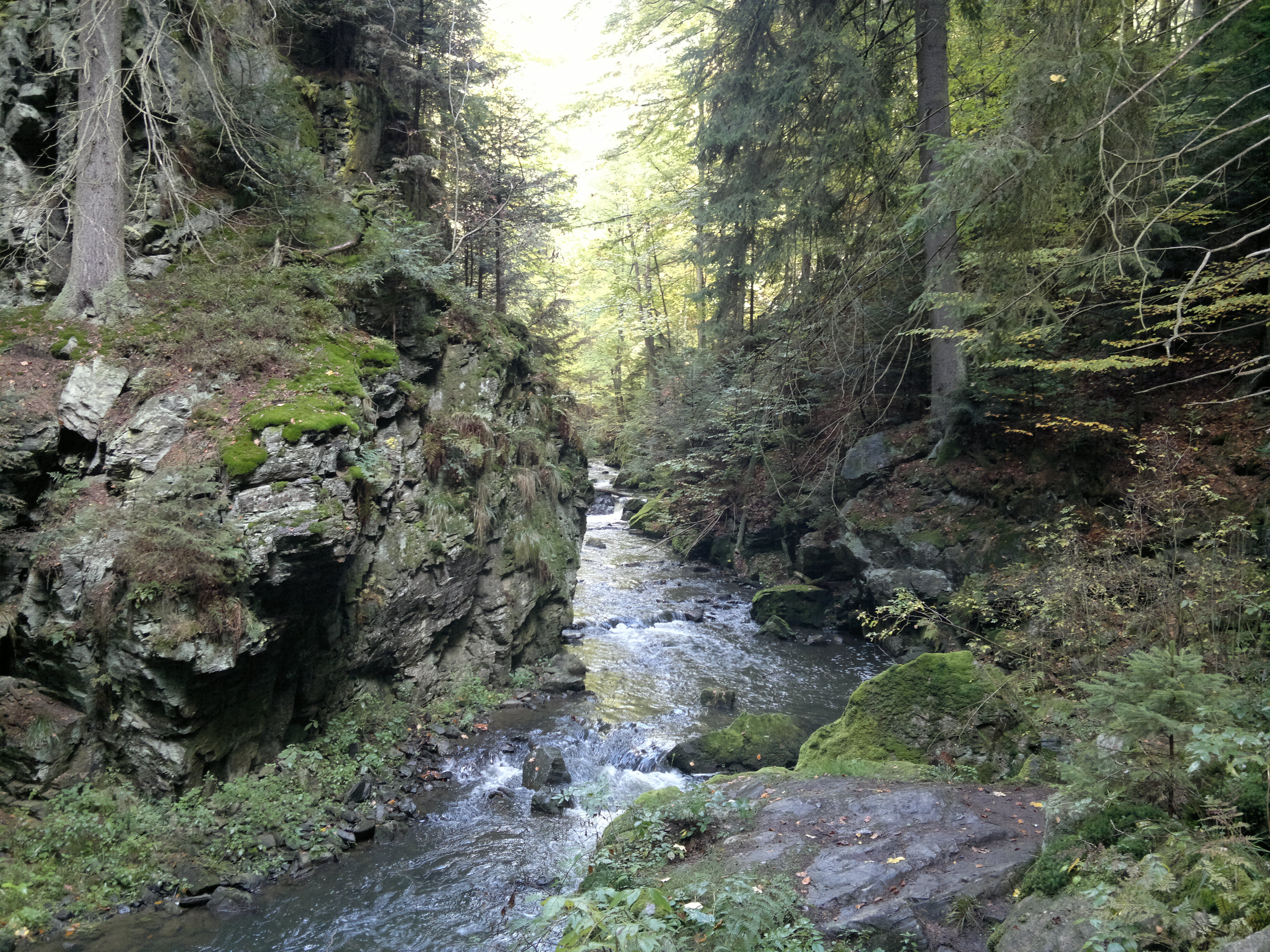
Divoké údolí Doubravy pod Sokolohrady

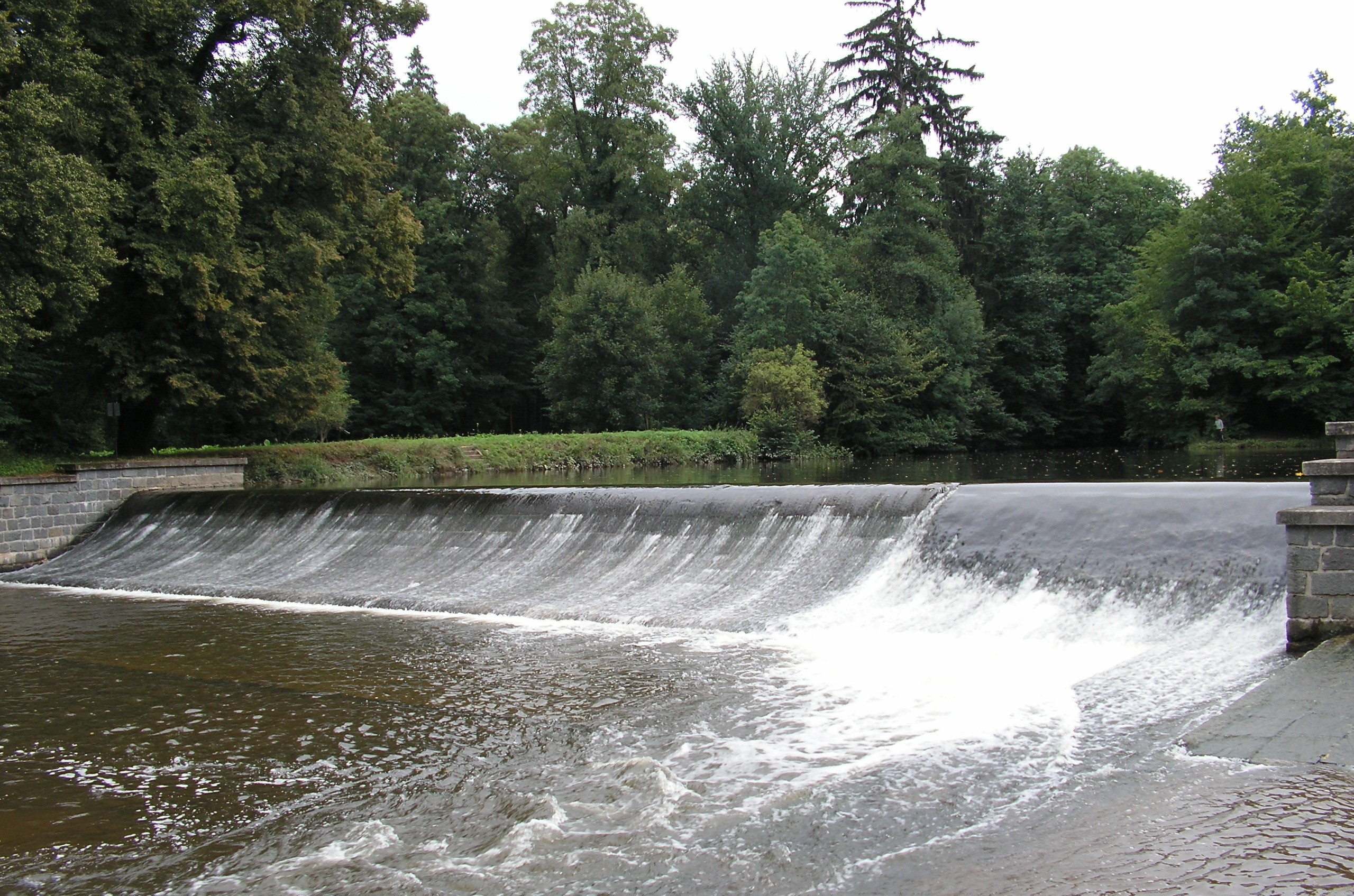
Doubrava ve Žlebech

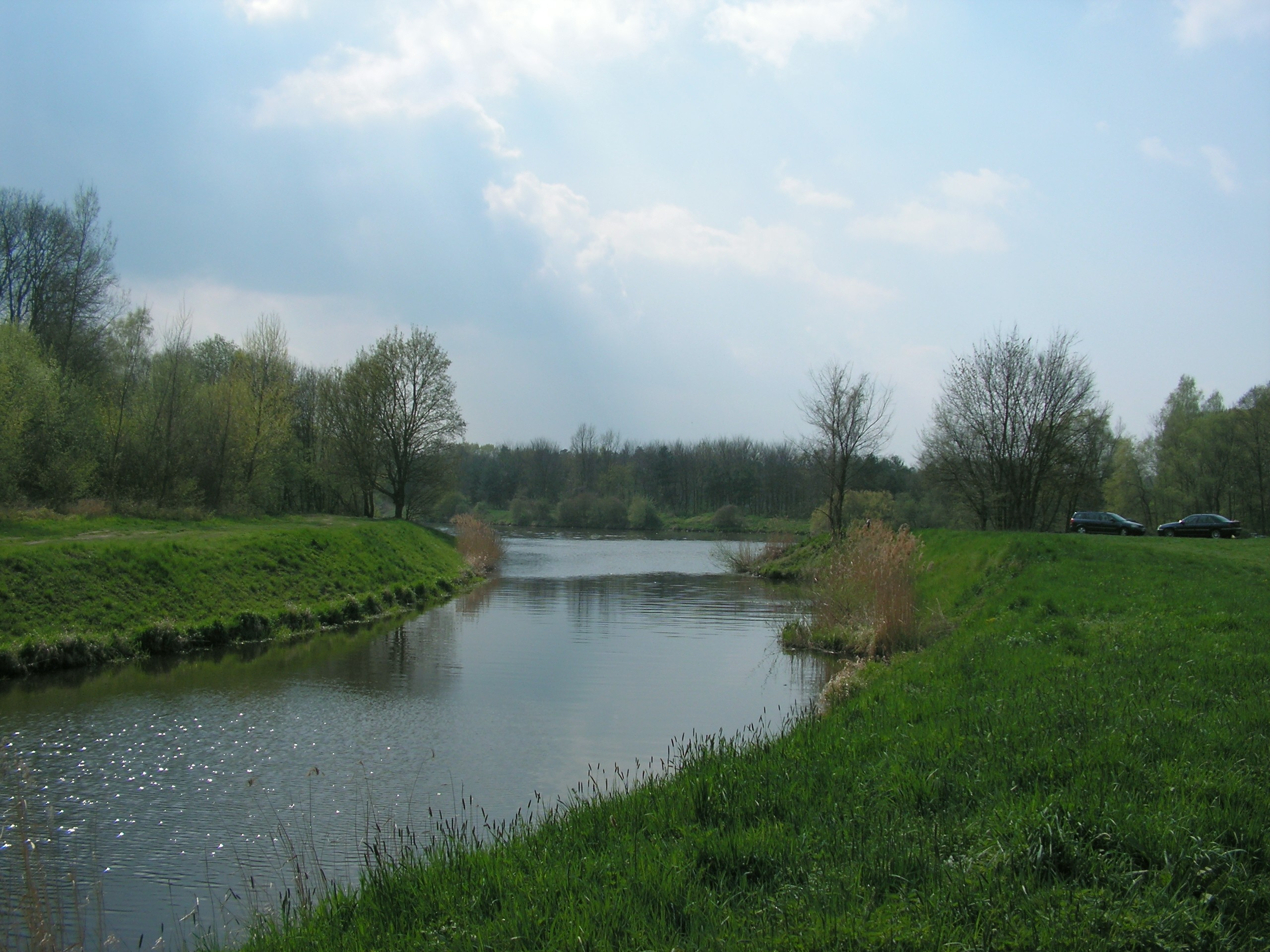
Ústí Doubravy do Labe západně od Záboří nad Labem

Průměrný dlouhodobý roční průtok (Qa) u ústí činí 3,75 m³/s.
Průměrné dlouhodobé měsíční průtoky Doubravy (m³/s) ve stanici Žleby:
Průměrné měsíční průtoky Doubravy (m³/s) ve stanici Žleby v roce 2014:
Hlásné profily:
| místo                   | říční km | plocha povodí | průměrný průtok (Qa) | stoletá voda (Q100) | poznámky           |
| ----------------------- | -------- | ------------- | -------------------- | ------------------- | ------------------ |
| Bílek                   | 71,70    | 64,17 km²     | 0,59 m³/s            | 60,9 m³/s           | aktualizace 2023   |
| Pařížov                 | 40,40    | 201,21 km²    | 1,61 m³/s            | 127 m³/s            | aktualizace 2023   |
| Žleby                   | 23,80    | 381,84 km²    | 2,47 m³/s            | 229 m³/s            | aktualizace 2023   |
| ústí (Záboří nad Labem) | 0,00     | 592,36 km²    | 3,75 m³/s            | –                   | není aktualizováno |

### Historické povodně

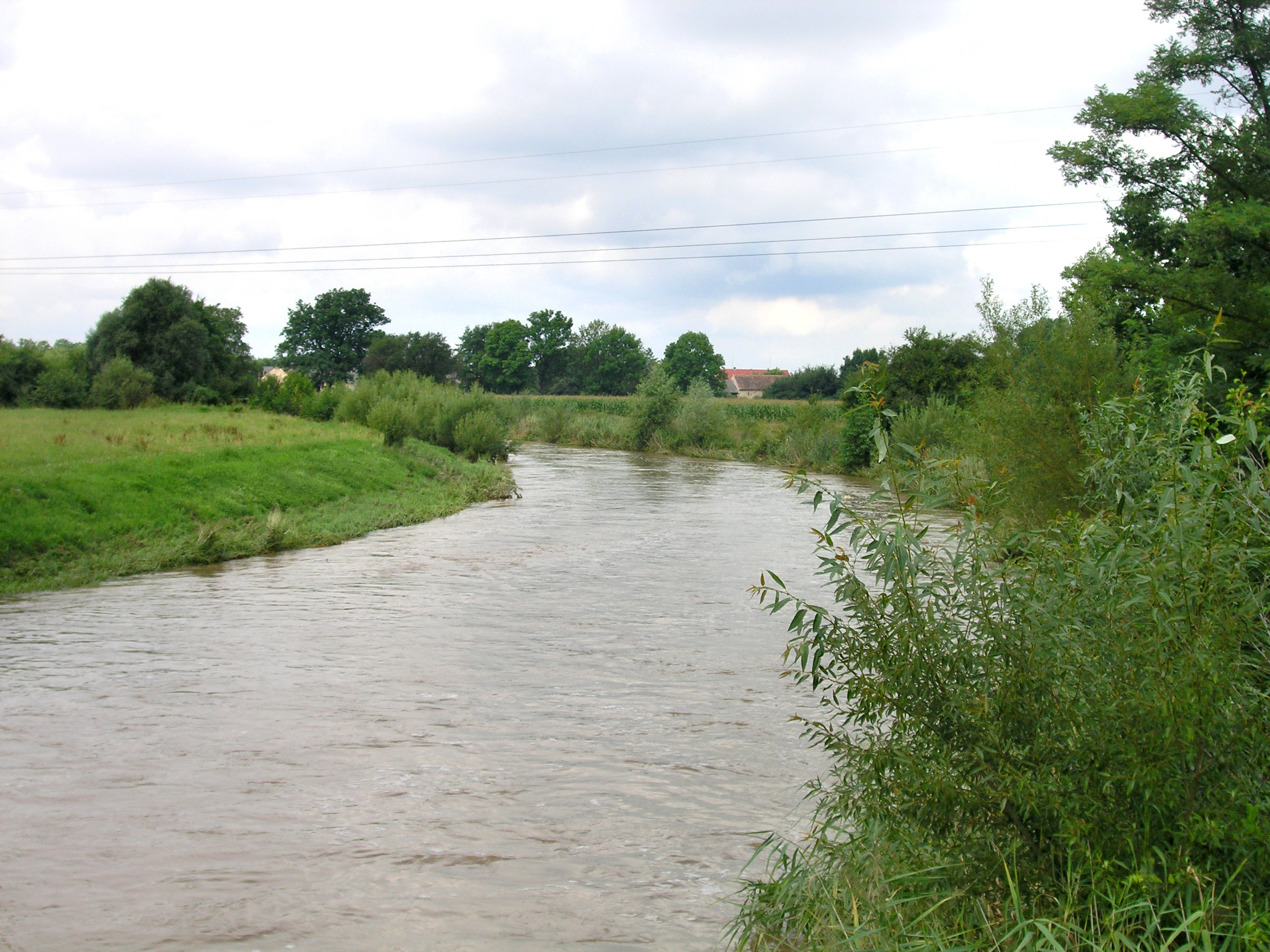
Rozvodněná řeka na dolním toku u Habrkovic

#### Povodeň v roce 1883
Tuto povodeň způsobila průtrž mračen v horní části povodí Doubravy, která 20. června 1883 způsobila protržení hráze dnes již zaniklého rybníka v Bílku, jehož plocha činila 29,3 ha. Tato povodeň posílena vodou z protrženého Bíleckého rybníka zvedla hladinu Doubravy ve Žlebech o 3 metry nad normální hladinu.

#### Povodeň v roce 1897
Velká povodeň na horním a středním toku řeky způsobila řadu škod a byla podnětem k výstavbě přehrady u Pařížova. Během 29. července 1897 napršelo v povodí Doubravy nad Pařížovem průměrně 68 mm srážek. Průtok řeky u Pařížova dosahoval dle výpočtu (plocha povodí 202 km²) zhruba 120 m³/s a blížil se hranici stoleté vody, která v tomto úseku činí 127 m³/s. Hladina Doubravy ve Žlebech se zvedla o 5 metrů nad normál.

#### Povodeň v roce 1908
Historicky největší doložená povodeň na Doubravě proběhla v odpoledních a večerních hodinách dne 23. května 1908, kdy vodočet ve Žlebech ukazoval 400 cm. Tato povodeň byla charakterizována velmi rychlým vzestupem hladiny řeky a krátkou dobou povodňové vlny. Po 14. hodině toho dne se ve Žlebech spustila průtrž mračen a následné krupobití. Již po 18. hodině se řeka vylévala z břehů a o dvě hodiny později byla její hladina v obci 7 metrů nad normálem. Povodeň, která si ve Žlebech vyžádala jednu oběť, způsobila velké materiální škody. Bylo zde zaplaveno 20 domů a cukrovar. Dále vodní živel strhl lávky a mosty, odnesl pilu a utrhl mlýnské kolo. Poškozen byl i železniční most, v důsledku čehož byla zastavena na dlouhou dobu doprava na místní trati. Rozsáhlé škody řeka způsobila i v Ronově nad Doubravou, Vrdech a Zbyslavi, kde zatopila 14 domů.

#### Povodeň v roce 2002
Tato povodeň proběhla v polovině srpna 2002, kdy 14. srpna dosáhla hladina řeky na vodočtu ve Žlebech 304 cm. Řeka způsobila řadu škod především na dolním toku v okolí Vrdů a Zbyslavi.
N-leté průtoky v Bílku:
| N-leté průtoky | Q1   | Q5   | Q10  | Q50  | Q100 |
| -------------- | ---- | ---- | ---- | ---- | ---- |
| Q [m³/s]       | 5,06 | 16,2 | 23,5 | 47,2 | 60,9 |

N-leté průtoky v Pařížově:
| N-leté průtoky | Q1   | Q5   | Q10  | Q50  | Q100 |
| -------------- | ---- | ---- | ---- | ---- | ---- |
| Q [m³/s]       | 11,2 | 34,8 | 50,1 | 99,1 | 127  |

N-leté průtoky ve Žlebech:
| N-leté průtoky | Q1   | Q5   | Q10  | Q50 | Q100 |
| -------------- | ---- | ---- | ---- | --- | ---- |
| Q [m³/s]       | 23,4 | 68,0 | 95,7 | 182 | 229  |

### Historická sucha

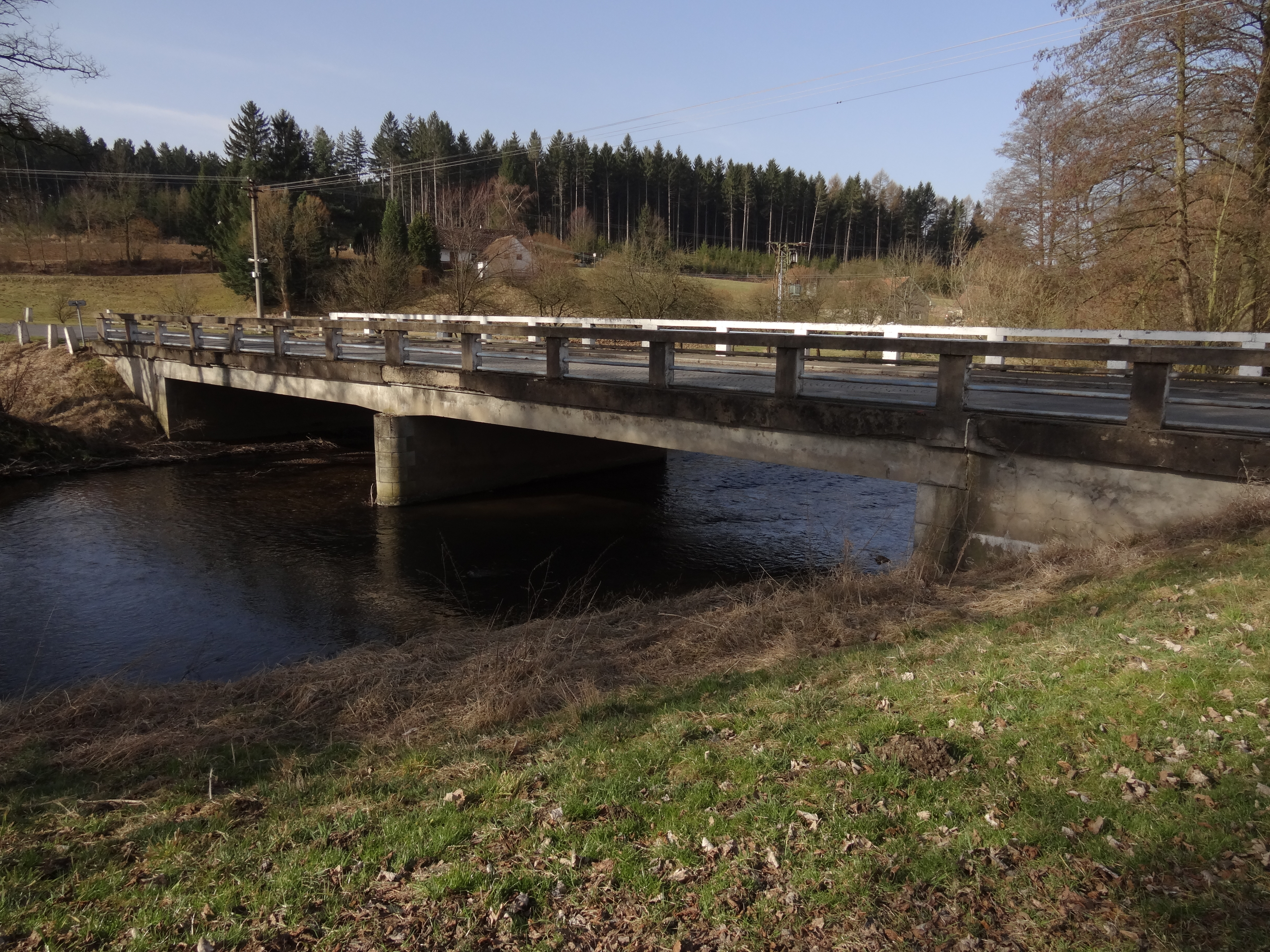
Řeka v Jeřišně v polovině března 2015

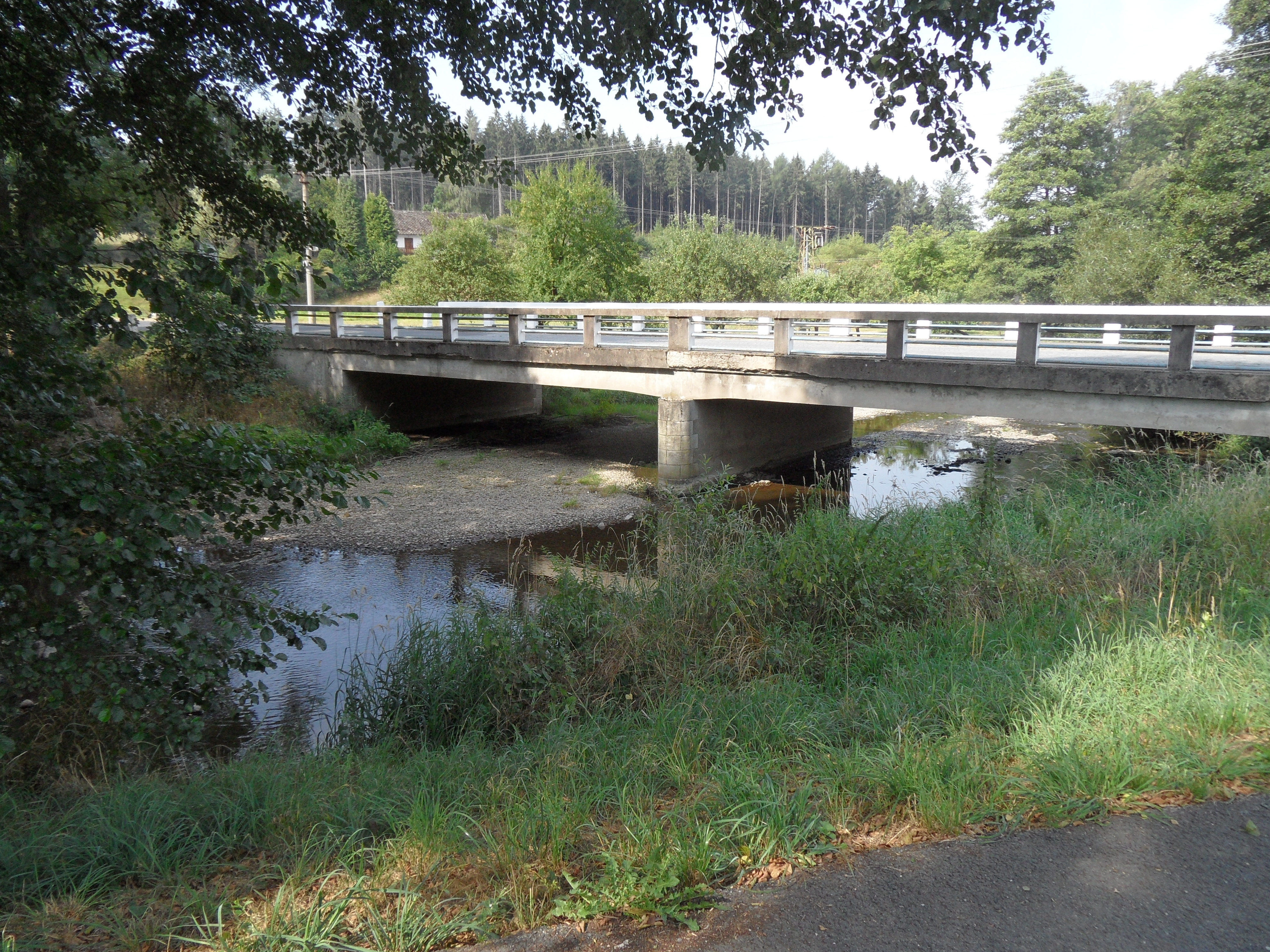
Pohled na stejné místo v polovině srpna 2015

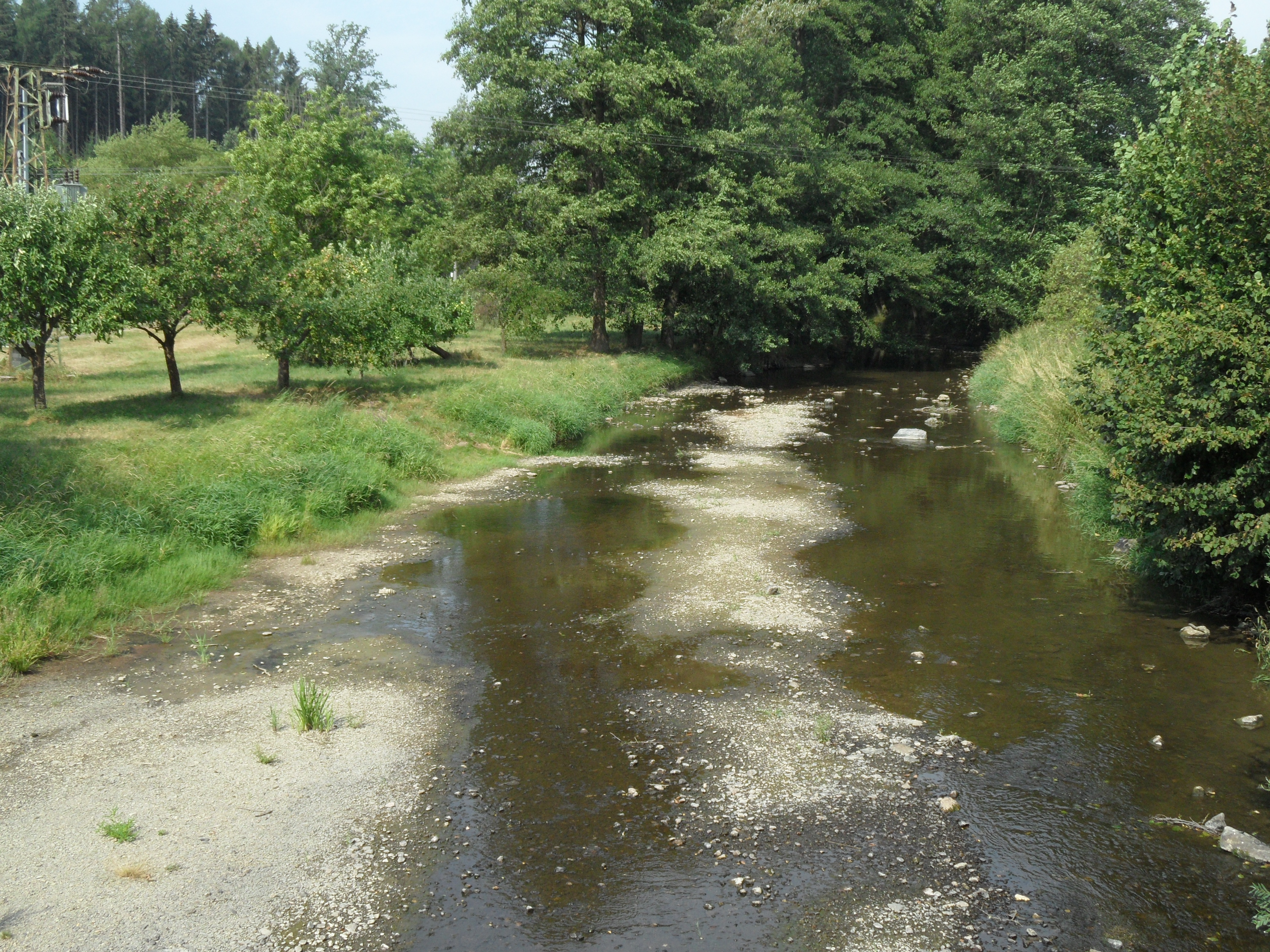
Detailní pohled z mostu v Jeřišně dne 14. 8. 2015

#### Sucho v roce 2015
V srpnu 2015 byly na řece Doubravě a mnoha dalších vodních tocích na území České republiky zaznamenány velmi nízké průtoky. Dne 12. srpna byl ve stanici Pařížov, kde průměrný dlouhodobý průtok řeky činí 1,76 m³/s, naměřen průtok 0,030 m³/s.

## Obce a jejich části podél toku řeky
- Staré Ransko
- Ždírec nad Doubravou
- Nové Ransko
- Sobíňov
- Bílek
- Chotěboř
- Libice nad Doubravou
- Víska
- Jeřišno
- Vestecká Lhotka
- Ostružno
- Spačice
- Pařížov
- Běstvina
- Třemošnice
- Mladotice
- Ronov nad Doubravou
- Žleby
- Vrdy
- Zbyslav
- Žehušice
- Kobylnice
- Záboří nad Labem.

## Zajímavosti

### Přírodní zajímavosti

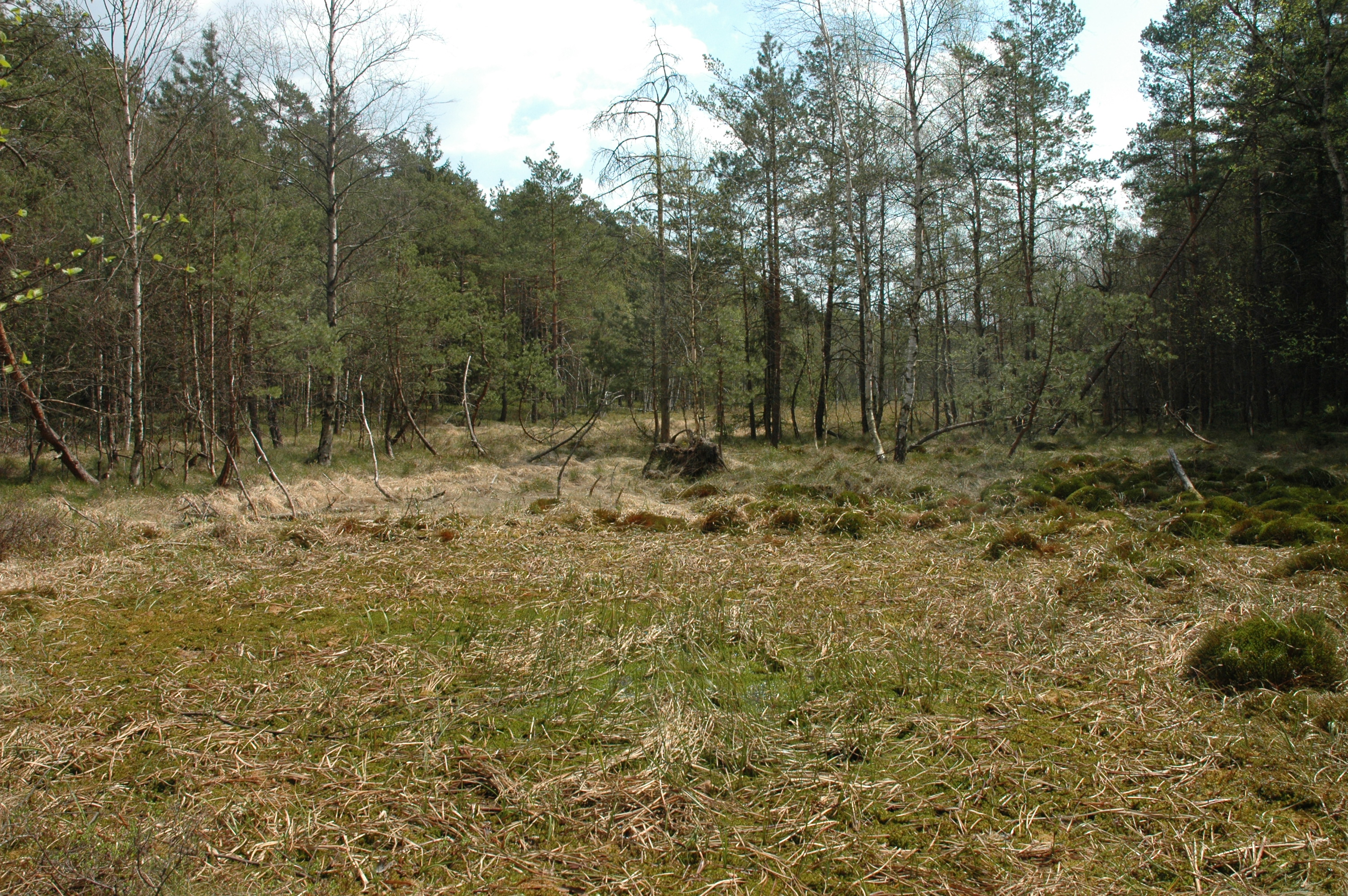
Radostínské rašeliniště

#### Radostínské rašeliniště
Jedná se o rozlehlé bifurkační rašeliniště v pramenné části povodí, z něhož voda odtéká dvěma směry. Část vod teče na severozápad a prostřednictvím Štírového potoka je odváděna dále do řeky Doubravy. Štírový potok vytékající z Malého Dářka bývá označován jako její třetí pramen. Druhá část vod odtéká na jih k Velkému Dářku, které náleží k povodí řeky Sázavy. Mocnost rašeliniště dosahuje až 570 cm. Radostínské rašeliniště bylo v roce 1987 vyhlášeno národní přírodní památkou.

#### Vodopády na Doubravě a v jejím povodí
Ve skalnatém údolí pod osadou Bílek se na konci soutěsky nazývané Koryto nachází 2,5 m vysoký vodopád, jehož průměrný průtok dosahuje 0,73 m³/s, což jej řadí mezi 6 nejvodnějších vodopádů na území České republiky. Kromě tohoto tzv. Velkého vodopádu se výše proti proudu nalézají ještě dva menší. První z nich, zhruba 2 m vysoký vodopád, se nachází v samotné soutěsce. Druhý, jehož výška je okolo 1,5 m, se nalézá nad hlubokou tůní nazývanou Mikšova jáma. V povodí řeky se nacházejí ještě dva další vodopády. Jsou to Malý vodopád na říčce Hostačovce při jejím ústí do Doubravy a Vojnoměstecký vodopád, který se nachází východně od Vojnova Městce na pravostranném přítoku Městeckého potoka.

#### Přírodní rezervace v povodí Doubravy
- Mokřadlo – přírodní rezervace západně od Podmoklan v povodí Cerhovky
- Niva Doubravy – přírodní rezervace u Sobíňova
- Ranská jezírka – přírodní rezervace v lesích mezi Havlíčkovou Borovou a Krucemburkem
- Řeka – přírodní rezervace u obce Krucemburk
- Spálava – přírodní rezervace poblíž Libice nad Doubravou v povodí Blatnického potoka
- Svatomariánské údolí – přírodní rezervace západně od Libice nad Doubravou
- Štíří důl – přírodní rezervace mezi Vojnovým Městcem, Hlubokou a Radostínem
- Údolí Doubravy – přírodní rezervace v chráněné krajinné oblasti Železné hory
- Zlatá louka – přírodní rezervace jižně od Podmoklan v povodí Cerhovky

### Historické a technické památky

#### Barokní kamenný most v Žehušicích

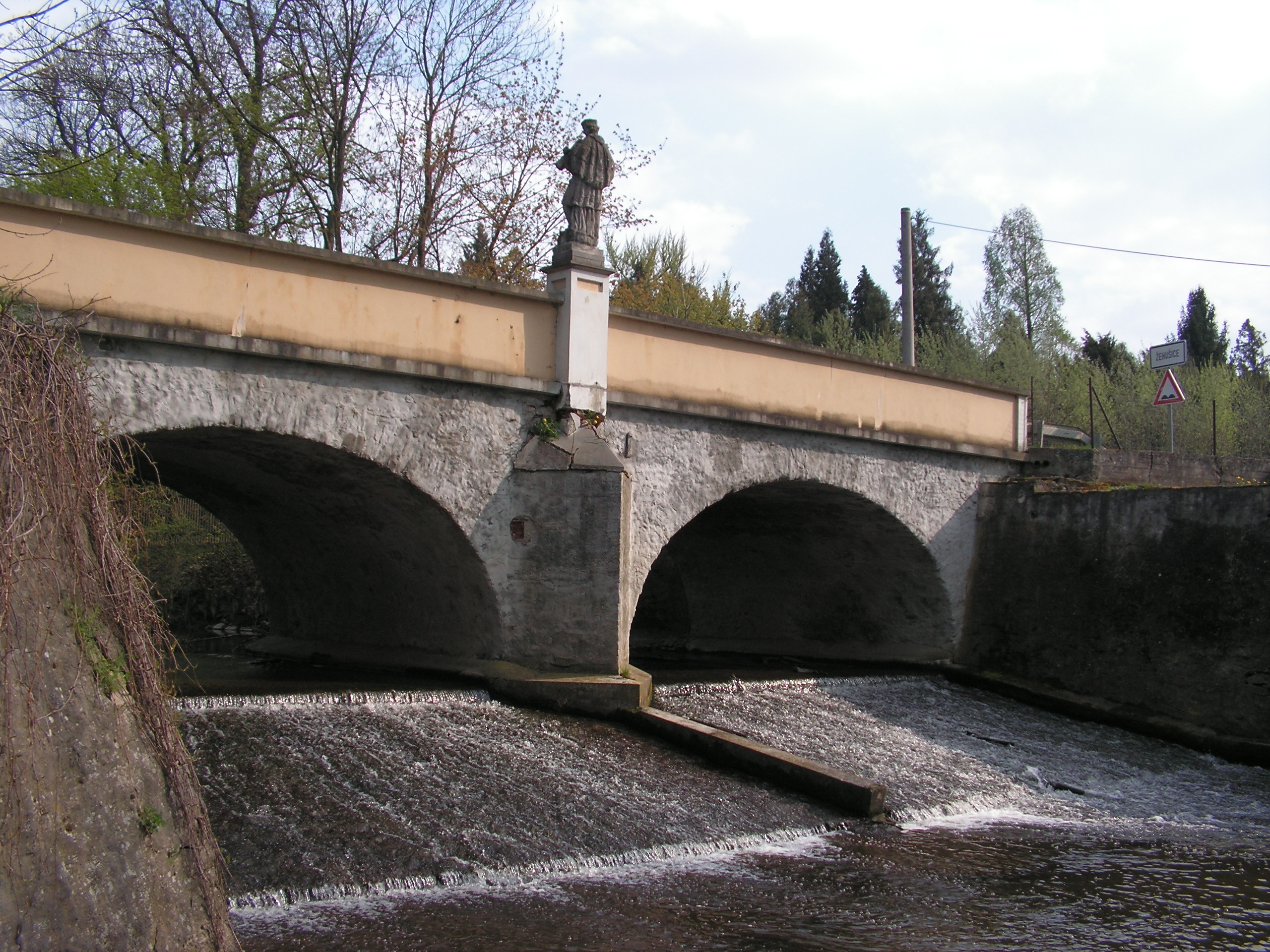
Barokní most přes Doubravu v Žehušicích

Most byl postaven v roce 1822 v místě, kde řeka Doubrava opouští Žehušickou oboru. Je přes něj vedena silnice II/338. Most má dva oblouky o rozpětí 6 metrů. Délka přemostění činí 17,7 m a volná šířka mostu činí 6,3 m. Nad středním pilířem je na jeden metr vysokém soklu umístěna barokní socha sv. Jana Nepomuckého z poloviny 18. století, která je součástí mostu od roku 1832. V roce 1958 byl most zařazen mezi nemovité kulturní památky ČR. V létě roku 1998 byl most rekonstruován. Nad klenbami mostu byla zhotovena izolovaná železobetonová deska, která spolu s opěrnými zdmi tvoří jeden celek.

#### Náhon v Chittussiho údolí

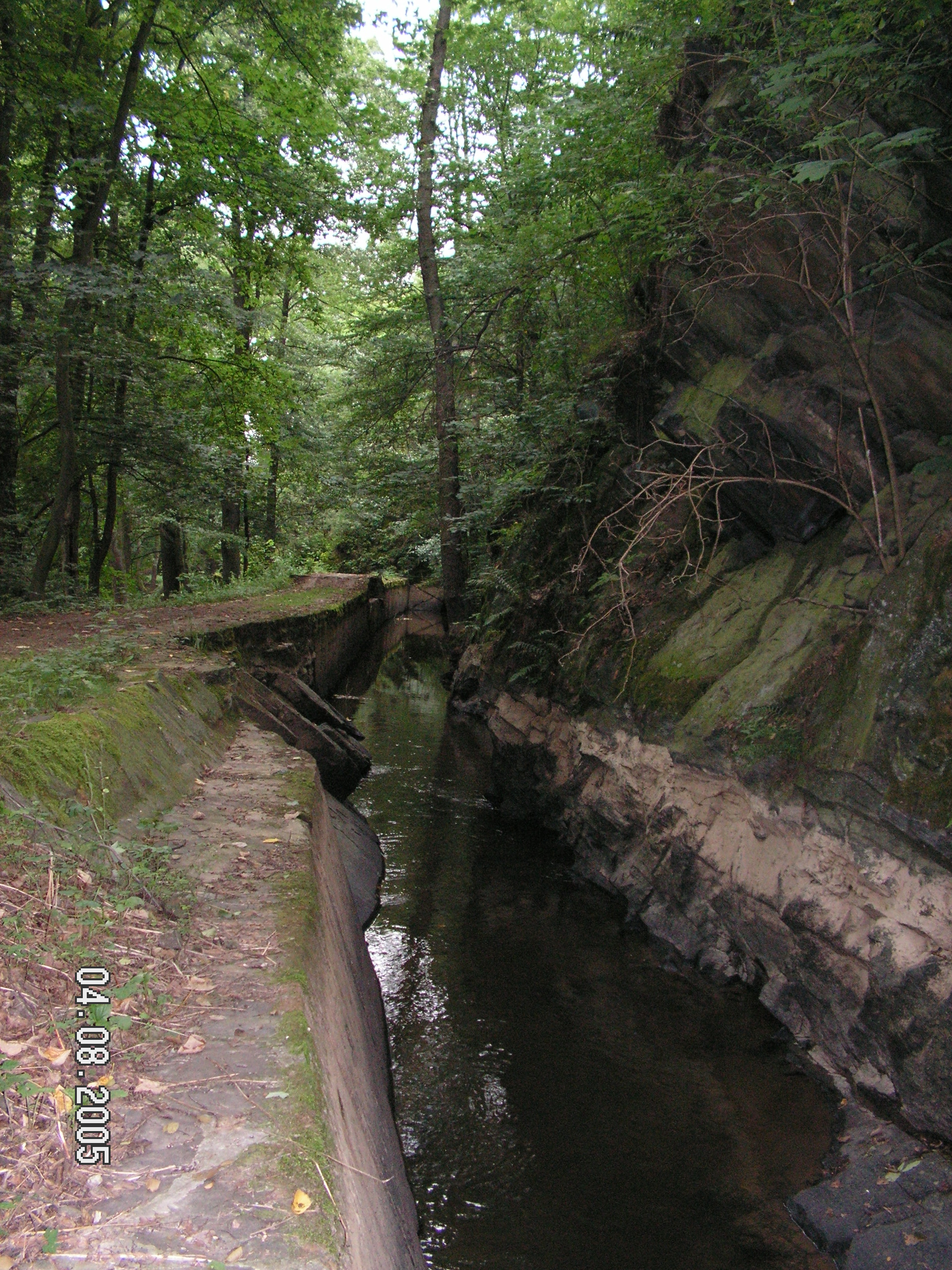
Náhon Korečnického mlýna před skalním tunelem

Mezi Mladoticemi a Ronovem nad Doubravou protéká řeka skalnatým údolím balvanitým řečištěm. Toto údolí, které je součástí přírodního parku Doubrava, je pojmenováno podle významného českého krajináře 19. století Antonína Chittussiho, který zde maloval. Nachází se zde jez, od kterého je vedena voda ke Korečnickému mlýnu náhonem vytesaným ve skále. Délka náhonu činí 1,07 km. Dosažený spád činí přes 7 m. Zhruba 40 metrů dlouhý úsek náhonu je veden tunelem. Dle pověsti jej vytesali dva doživotně odsouzení vězni, kteří po dokončení tunelu získali svobodu.

#### Mlýny
Mlýny jsou seřazeny po směru toku řeky.
- Veverkův mlýn – Pařížov (Běstvina), okres Chrudim, kulturní památka
- Korečnický mlýn – Ronov nad Doubravou, okres Chrudim. Mlýn, který je považovaný za jednu z nejstarších staveb na řece, se nachází v Ronově nad Doubravou. Narodil se zde novinář, spisovatel a politik Ferdinand Schulz.[38]
- Červený mlýn – Dolní Bučice, okres Kutná Hora, kulturní památka
- Zámecký mlýn – Žehušice, okres Kutná Hora, kulturní památka